# العلاقات المالديفية الجورجية
العلاقات المالديفية الجورجية هي العلاقات الثنائية التي تجمع بين المالديف وجورجيا.

## مقارنة بين البلدين
هذه مقارنة عامة ومرجعية للدولتين:
| وجه المقارنة                                              | [[تصنيف:صفحات تستخدم رمز علم غير موجود\|]] المالديف | جورجيا                          |
| --------------------------------------------------------- | --------------------------------------------------- | ------------------------------- |
| المساحة (كم2)                                             | 298                                                 | 69.70 ألف                       |
| عدد السكان (نسمة)                                         | 436.33 ألف                                          | 3.72 مليون                      |
| الكثافة السكانية (ن./كم²)                                 | 146.42 ألف                                          | 53.37                           |
| العاصمة                                                   | ماليه                                               | تبليسي، كوتايسي                 |
| اللغة الرسمية                                             | اللغة الديفهي                                       | اللغة الجورجية، اللغة الأبخازية |
| العملة                                                    | روفيه مالديفية                                      | لاري جورجي                      |
| الناتج المحلي الإجمالي (بليون دولار)                      | 4.60 مليار                                          | 15.16 مليار                     |
| الناتج المحلي الإجمالي (تعادل القوة الشرائية) بليون دولار | 5.23 مليار                                          | 35.68 مليار                     |
| الناتج المحلي الإجمالي الاسمي للفرد دولار أمريكي          | 8.39 ألف                                            | 3.79 ألف                        |
| الناتج المحلي الإجمالي للفرد دولار أمريكي                 | 12.53 ألف                                           |                                 |
| مؤشر التنمية البشرية                                      | 0.706                                               | 0.754                           |
| رمز المكالمات الدولي                                      | +960                                                | +995                            |
| رمز الإنترنت                                              | .mv                                                 | .ge، .გე ‏                       |
| المنطقة الزمنية                                           | ت ع م+05:00                                         | ت ع م+04:00                     |

## منظمات دولية مشتركة
يشترك البلدان في عضوية مجموعة من المنظمات الدولية، منها:
| علم المنظمة | اسم المنظمة                   | تاريخ انضمام المالديف | تاريخ انضمام جورجيا |
| ----------- | ----------------------------- | --------------------- | ------------------- |
|             | يونسكو                        | 18 يوليو 1980         | 7 أكتوبر 1992       |
|             | مؤسسة التمويل الدولية         | 2 فبراير 1983         | 29 يونيو 1995       |
|             | مؤسسة التنمية الدولية         | 13 يناير 1978         | 31 أغسطس 1993       |
|             | منظمة التجارة العالمية        | ?                     | 14 يونيو 2000       |
|             | الاتحاد البريدي العالمي       | ?                     | ?                   |
|             | الاتحاد الدولي للاتصالات      | 28 فبراير 1967        | 7 يناير 1993        |
|             | الأمم المتحدة                 | 21 سبتمبر 1965        | 31 يوليو 1992       |
|             | البنك الدولي للإنشاء والتعمير | 13 يناير 1978         | 7 أغسطس 1992        |

## وصلات خارجية
- موقع وزارة الخارجية المالديفية
- موقع وزارة الخارجية الجورجية